# Фонд «Дети Армении»
Благотворительный фонд «Дети Армении» (COAF) (арм. «Հայաստանի մանուկներ» բարեգործական հիմնադրամ, англ. Children of Armenia Fund) является некоммерческой неправительственной организацией, миссия которой заключается в улучшении качества жизни в сельских общин Армении. Работая в основном с детьми и молодежью, COAF реализует программы образования, здравоохранения, социально-экономического развития для комплексного решения проблемы сельской бедности. Также было улучшено более 100 инфраструктур в деревнях, включая ремонт школ, поликлиник, детских садов, общественных центров, школьных столовых, творческих лабораторий, дорог и ирригационных систем.
Основанная в 2004 году в селе Каракерт Армавирской области, COAF на сегодняшний день расширилась до 44 деревень в Армавирской, Арагацотнской, Лорийской, Гегаркуникской, Ширакской и Тавушской областях, обслуживая более 75 000 бенефициаров.
Отмечая 10-летие своей деятельности, COAF начал разработку новой стратегии по устранению системных пробелов в сельских местностях Армении - Инициатива COAF SMART․ COAF SMART – это в ультрасовременный центр, направленный на дальнейшее продвижение сельских сообществ путем расширения доступа к комплексным программам, технологиям и огромным возможностям. Первый центр COAF SMART расположен в области Лори, Армения. Он служит сельским жителям от  3-х лет, обеспечивая образование в области связи, технологий, искусства, сельского хозяйства и предпринимательства․ Будучи лидером в инновации сельских инфраструктур, COAF планирует создать SMART-центры в каждом регионе Армении.

## История
После распада Советского Союза - в 1990-х годах, ВВП Армении упал на 42% и начал постепенно восстанавливаться․ Армения продолжает сталкиваться с проблемой сельской бедности: 47,5 процента сельского населения живут за чертой бедности․
Доктор Каро Армен основал COAF в 2004 году, чтобы создать возможности и долгосрочные перемены в сельских общинах. Доктор Армен начал поддерживать Армению в рамках различных проектов в 2000 году, таких как финансовая поддержка школ и детских домов, а также проект по разминированию в Арцахе․ В 2003 году д-р Армен отправился в Армению, чтобы начать закладывать основы того, что станет COAF․
Путешествуя по Армении с группой армян из диаспоры, доктор Армен посетил одну из самых бедных деревень в Армавирской области, Каракерт. Прося стакан воды у старика, сидящего перед его домом, доктор Армен узнал, что жители деревни должны покупать питьевую воду в ближайшем городе․ Этот шок и последовавший за ним долгий разговор определили Каракерт как место, где Фонд «Дети Армении» должен начать свою работу: нехватка воды, проблемы отопления, туалетов и других инфраструктуры, необходимых для общин и школ. В 2004 году, имея уже первые пожертвования организации, COAF начал реконструкцию школы села Каракерт․
Параллельно команда COAF в Армении продолжала выявлять несоответствия в сфере образования и здравоохранения, а также социальные проблемы, требующие решения․ COAF начал внедрять комплексный подход к решению проблемы бедности в сельской местности с помощью программ, в которых приоритетное внимание уделяется образованию, здравоохранению, экономическому и социальному развитию, а также улучшению инфраструктуры․ В 2005 году COAF завершила реконструкцию детского сада в селе Каракерт, медицинского пункта и общественного центра.
Резкие изменения в Каракерте вдохновили близлежащие деревни в Армавире на участие в программах COAF․ COAF начал работать в кластерном подходе, группируя соседние деревни для улучшения инфраструктуры и программ․ В 2006 году COAF уже работал в 18 деревнях в Армавире, реализуя программы, основанные на комплекснօм подходе, включая в себя программу здорового образа жизни в школах, школьных кружков, психологическую поддержку, расширение прав и возможностей молодежи, а также профессиональную подготовку специалистов и контроль со стороны экспертов COAF․
В 2014 году, в рамках 10-й годовщины COAF, основатели объявили о включении большего количества деревень в сеть COAF, начиная с региона Лори, в частности, 10 деревень в субрегионе Туманян. В 2016 году COAF начал свои работы в 7 деревнях Шираке и 6 общинах в Тавушской области․
После 4-дневней войны в Нагорном Карабахе апреле 2016-го года, COAF отправился в Нагорный Карабах с гуманитарной миссией, осуществляя программы по оказанию первой помощи, психологическую поддержку, а также проводя летние лагеря в непризнанной НКР․
В июле 2015 года COAF провел церемонию закладки первого камня в новейшем здании COAF SMART Center, технологически продвинутый центр, который меняет традиционный кластерный подход организации․ Этот инновационный подход позволяет COAF подключать больше сельских жителей к программам и возможностям, предлагаемым COAF. Первый центр COAF SMART центр в Лори открыл свои двери в мае 2018 года․ Он предлагает комплексные ресурсы для детей и их семей, с современными классными комнатами и лабораториями. В классах COAF SMART особое внимание уделяется инновационным методам обучения, в том числе проектному и практическому обучению в области коммуникаций, технологий, искусства, экономики и сельского хозяйства, и все это обеспечивается технологиями цифровой связи․
В настоящее время COAF активно работает в 6 регионах Армении и с 2004 года инвестировал 50 миллионов долларов в проекты развития в Армении․